# Liste der Kulturdenkmale in Weimar (Sachgesamtheiten und Ensembles)
Die Liste der Kulturdenkmale in Weimar (Sachgesamtheiten und Ensembles) umfasst die als Sachgesamtheiten und Ensembles erfassten Kulturdenkmale der thüringischen Stadt Weimar, die vom Thüringischen Landesamt für Denkmalpflege und Archäologie als Bau- und Kunstdenkmale auf dem Gebiet der Stadt mit Stand vom 20. Juni 2020 erfasst wurden.
Die als Einzeldenkmale nach dem Thüringer Denkmalschutzgesetz (ThDSchG) erfassten Kulturdenkmale sind in der Liste der Kulturdenkmale in Weimar (Einzeldenkmale) aufgeführt.

## Denkmalensemble Südliche Stadterweiterung
Das in der südlichen Stadterweiterung Weimars zusammengefasste Denkmalsensemble bewegt sich, in seinen Grenzen von 2015, beginnend an der Ecke Berkaer Straße und Karl-Hausknecht-Straße entlang der Berkaer Straße über die Freiherr- vom-Stein-Allee und die Helmholtzstraße bis hin zur Belvederer Allee. Dann stadteinwärts in Richtung Norden die Belvederer Allee entlang. Hier bildet die Belvederer Allee die gemeinsame Grenze zum Gartendenkmalensembles Park an der Ilm. Am Denkmalensemble Altstadt, dass auf dem Gelände der Bauhausuniversität das Denkmalensemble südliche Stadterweiterung in seiner nördlichen Ausdehnung begrenzt, verläuft es weiter über das offene Gelände der Bauhausuniversität, entlang der Bauhausstraße und der Geschwister-Scholl-Straße, in die Rudolf-Breitscheid-Straße mündend, wieder an der Karl-Hausknecht-Straße entlang bis zur Ecke Berkaer Straße.

Die Kant-, die Haeckel- und die Ludwig-Feuerbach-Straße, sowie die Eckermannstraße sind Binnenstraßen des Denkmalensembles südliche Stadterweiterung. Die einzelnen Denkmale des Denkmalensembles sind im Artikel aufgelistet.

### Einzeldenkmale der Südlichen Stadterweiterung

#### Legende
- Bezeichnung: Nennt den Namen, die Bezeichnung oder die Art des Kulturdenkmals.
- Lage: Nennt den Straßennamen und wenn vorhanden die Hausnummer des Kulturdenkmals. Die Grundsortierung der Liste erfolgt nach dieser Adresse. Der Link „Karte“ führt zu verschiedenen Kartendarstellungen und nennt die Koordinaten des Kulturdenkmals.
- Datierung: Gibt die Datierung an; das Jahr der Fertigstellung bzw. den Zeitraum der Errichtung. Eine Sortierung nach Jahr ist möglich.
- Beschreibung: Nennt bauliche und geschichtliche Einzelheiten des Kulturdenkmals, vorzugsweise die Denkmaleigenschaften.
- ID: Gibt, sofern vorhanden, die vom Landesamt für Denkmalpflege vergebene Objekt-ID des Kulturdenkmals an.

| Bild                           | Bezeichnung           | Lage                                 | Datierung | Beschreibung | ID |
| ------------------------------ | --------------------- | ------------------------------------ | --------- | --- | -- |
| weitere Bilder Fotos hochladen | Wohnhaus              | Bauhausstraße 8, 8a (Karte)          |           | Wohnhaus mit Nebengebäude |    |
| weitere Bilder Fotos hochladen | Bauhaus-Universität   | Bauhausstraße 11 (Karte)             |           | ehemaliges Ärztehaus, heute Bauhaus-Universität; 1936 durch den Jenaer Architekten Georg Schirrmeister in der damaligen Kurthstrasse errichtet |    |
| weitere Bilder Fotos hochladen | Wohnhaus              | Bauhausstraße 18 (Karte)             |           | Wohnhaus |    |
| weitere Bilder Fotos hochladen | Wohnhaus              | Belvederer Allee 1 (Karte)           |           | Wohnhaus |    |
| weitere Bilder Fotos hochladen | Wohnhaus              | Belvederer Allee 2, 2a (Karte)       |           | Wohnhaus mit Seitenflügel |    |
| weitere Bilder Fotos hochladen | Wohnhaus              | Belvederer Allee 3 (Karte)           |           | Wohnhaus mit Remise und Garten |    |
| weitere Bilder Fotos hochladen | Haus Streichhan       | Belvederer Allee 5 (Karte)           |           | |    |
| weitere Bilder Fotos hochladen | Verwaltungsgebäude    | Belvederer Allee 6 (Karte)           |           | Verwaltungsgebäude |    |
| weitere Bilder Fotos hochladen | Prellerhaus           | Belvederer Allee 8 (Karte)           |           | Prellerhaus mit Nebengebäude, Freisitz und Garten                                                                                              |    |
| weitere Bilder Fotos hochladen | Wohnhaus              | Belvederer Allee 12 (Karte)          |           | Wohnhaus |    |
| weitere Bilder Fotos hochladen | Wohnhaus              | Belvederer Allee 17 (Karte)          |           | Wohnhaus mit Nebengebäuden und Grundstück |    |
| weitere Bilder Fotos hochladen | Verwaltungsgebäude    | Belvederer Allee 19 (Karte)          |           | Verwaltungsgebäude |    |
| BW                             |                       | Belvederer Allee 28 (Karte)          |           | |    |
| BW                             |                       | Belvederer Allee 30 (Karte)          |           | |    |
| BW                             |                       | Belvederer Allee 37 (Karte)          |           | |    |
| BW                             |                       | Belvederer Allee 48 (Karte)          |           | |    |
| BW                             | Haus Hohe Pappeln     | Belvederer Allee 58 (Karte)          |           | |    |
| BW                             | Atelier van de Velde  | Belvederer Allee 59 (Karte)          |           | |    |
| weitere Bilder Fotos hochladen | Wohnhaus              | Berkaer Straße 1 (Karte)             |           | Wohnhaus |    |
| BW                             | Altenheim             | Berkaer Straße 2 (Karte)             |           | Altenheim, ehemals Albert-Voigt-Stift |    |
| BW                             |                       | Berkaer Straße 4, 4a (Karte)         |           | |    |
| weitere Bilder Fotos hochladen | Wohnhaus              | Berkaer Straße 9 (Karte)             |           | Wohnhaus |    |
| weitere Bilder Fotos hochladen | Wohnhaus              | Berkaer Straße 15 (Karte)            |           | Wohnhaus |    |
| weitere Bilder Fotos hochladen | Wohnhaus              | Berkaer Straße 17 (Karte)            |           | Wohnhaus |    |
| weitere Bilder Fotos hochladen | Wohnhaus              | Berkaer Straße 19 (Karte)            |           | Wohnhaus |    |
| weitere Bilder Fotos hochladen | Wohnhaus              | Berkaer Straße 21 (Karte)            |           | Wohnhaus |    |
| BW                             |                       | Berkaer Straße 51 (Karte)            |           | |    |
| weitere Bilder Fotos hochladen | Wohnhaus              | Freiherr-vom-Stein-Allee 1 (Karte)   |           | Wohnhaus mit Grundstück |    |
| weitere Bilder Fotos hochladen | Wohnhaus              | Freiherr-vom-Stein-Allee 2 (Karte)   |           | Wohnhaus mit Grundstück |    |
| weitere Bilder Fotos hochladen | Wohnhaus              | Freiherr-vom-Stein-Allee 3 (Karte)   |           | Wohnhaus |    |
| weitere Bilder Fotos hochladen | Wohnhaus              | Freiherr-vom-Stein-Allee 4 (Karte)   |           | Wohnhaus mit Grundstück |    |
| weitere Bilder Fotos hochladen | Wohnhaus              | Freiherr-vom-Stein-Allee 5 (Karte)   |           | Wohnhaus |    |
| weitere Bilder Fotos hochladen | Wohnhaus              | Freiherr-vom-Stein-Allee 7 (Karte)   |           | Wohnhaus |    |
| weitere Bilder Fotos hochladen | Wohnhaus              | Freiherr-vom-Stein-Allee 11 (Karte)  |           | Wohnhaus mit Grundstück |    |
| weitere Bilder Fotos hochladen | Wohnhaus              | Freiherr-vom-Stein-Allee 12 (Karte)  |           | Wohnhaus |    |
| weitere Bilder Fotos hochladen | Wohnhaus              | Freiherr-vom-Stein-Allee 14 (Karte)  |           | Wohnhaus |    |
| weitere Bilder Fotos hochladen | Wohnhaus              | Freiherr-vom-Stein-Allee 15 (Karte)  |           | Wohnhaus mit Grundstück |    |
| weitere Bilder Fotos hochladen | Wohnhaus              | Freiherr-vom-Stein-Allee 18 (Karte)  |           | Wohnhaus mit Grundstück |    |
| weitere Bilder Fotos hochladen | Wohnhaus              | Freiherr-vom-Stein-Allee 22 (Karte)  |           | Wohnhaus mit Grundstück |    |
| weitere Bilder Fotos hochladen | Wohnhaus              | Freiherr-vom-Stein-Allee 24 (Karte)  |           | Wohnhaus mit Nebengebäude und Grundstück |    |
| weitere Bilder Fotos hochladen | Wohnhaus              | Freiherr-vom-Stein-Allee 25 (Karte)  |           | Wohnhaus |    |
| weitere Bilder Fotos hochladen | Wohnhaus              | Freiherr-vom-Stein-Allee 26 (Karte)  |           | Wohnhaus mit Nebengebäude |    |
| weitere Bilder Fotos hochladen | Wohnhaus              | Freiherr-vom-Stein-Allee 30 (Karte)  |           | Wohnhaus mit Grundstück |    |
| BW                             | Wohnhaus              | Freiherr-vom-Stein-Allee 32 (Karte)  |           | Wohnhaus mit Grundstück |    |
| weitere Bilder Fotos hochladen | Villa „Tusculum“      | Freiherr-vom-Stein-Allee 34 (Karte)  |           | Wohnhaus mit Grundstück |    |
| weitere Bilder Fotos hochladen | Wohnhaus              | Helmholtzstraße 1 (Karte)            |           | Wohnhaus |    |
| BW                             | Atelier v. Hofmann    | Helmholtzstraße 4 (Karte)            |           | Atelier v. Hofmann |    |
| weitere Bilder Fotos hochladen | Wohnhaus              | Helmholtzstraße 6 (Karte)            |           | Wohnhaus |    |
| weitere Bilder Fotos hochladen | Wohnhaus              | Helmholtzstraße 8 (Karte)            |           | Wohnhaus |    |
| weitere Bilder Fotos hochladen | Wohnhaus              | Helmholtzstraße 12, 12a (Karte)      |           | Wohnhaus mit Remisengebäude |    |
| weitere Bilder Fotos hochladen | Wohnhaus              | Helmholtzstraße 14 (Karte)           |           | Wohnhaus mit Remisengebäude |    |
| weitere Bilder Fotos hochladen | Schule                | Helmholtzstraße 15 (Karte)           |           | Schule |    |
| weitere Bilder Fotos hochladen | Wohnhaus              | Kantstraße 1 (Karte)                 |           | Wohnhaus mit Remisengebäude und Gartenanlage                                                                                                   |    |
| weitere Bilder Fotos hochladen | Wohnhaus              | Kantstraße 2 (Karte)                 |           | Wohnhaus mit Gartenanlage |    |
| weitere Bilder Fotos hochladen | Wohnhaus              | Kantstraße 5 (Karte)                 |           | Wohnhaus mit Garten und Gartenpavillon |    |
| weitere Bilder Fotos hochladen | Wohnhaus              | Kantstraße 10 (Karte)                |           | Wohnhaus |    |
| weitere Bilder Fotos hochladen | Wohnhaus              | Kantstraße 12 (Karte)                |           | Wohnhaus |    |
| weitere Bilder Fotos hochladen | Wohnhaus              | Kantstraße 14 (Karte)                |           | Wohnhaus |    |
| weitere Bilder Fotos hochladen | Herbarium             | Karl-Haußknecht-Straße 7 (Karte)     |           | Herbarium Haußknecht |    |
| weitere Bilder Fotos hochladen | Pflegeheim            | Karl-Haußknecht-Straße 19 (Karte)    |           | Wohnhaus, ehemaliges Arbeitshaus |    |
| weitere Bilder Fotos hochladen | Atelierhaus           | Karl-Haußknecht-Straße 21 (Karte)    |           | Atelierhaus |    |
| Fotos hochladen                | Verlags- und Wohnhaus | Ludwig-Feuerbach-Straße 9 (Karte)    |           | Verlags- und Wohnhaus |    |
| Fotos hochladen                | Wohnhaus              | Rudolf-Breitscheid-Straße 33 (Karte) |           | Wohnhaus |    |

## Legende
- Bild: zeigt ein Bild des Kulturdenkmals und gegebenenfalls einen Link zu weiteren Fotos des Kulturdenkmals im Medienarchiv Wikimedia Commons
- Bezeichnung: Name, Bezeichnung oder die Art des Kulturdenkmals
- Lage: Wenn vorhanden Straßenname und Hausnummer des Kulturdenkmals; Grundsortierung der Liste erfolgt nach dieser Adresse. Der Link Karte führt zu verschiedenen Kartendarstellungen und nennt die Koordinaten des Kulturdenkmals.
 Kartenansicht, um Koordinaten zu setzen – in dieser Kartenansicht sind Kulturdenkmale ohne Koordinaten mit einem roten bzw. orangen Marker dargestellt und können in der Karte gesetzt werden. Kulturdenkmale ohne Bild sind mit einem blauen bzw. roten Marker gekennzeichnet, Kulturdenkmale mit Bild mit einem grünen bzw. orangen Marker.
- Datierung: gibt das Jahr der Fertigstellung beziehungsweise das Datum der Erstnennung oder den Zeitraum der Errichtung an
- Beschreibung: bauliche und geschichtliche Einzelheiten des Kulturdenkmals, vorzugsweise die Denkmaleigenschaften
- ID: Die ID identifiziert das Kulturdenkmal eindeutig. In Thüringen sind aktuell keine IDs veröffentlicht. In der ID-Spalte kann sich auch folgendes Icon  befinden, dies führt zu Angaben zu diesem Kulturdenkmal bei Wikidata.

#### Südwestliche Stadterweiterung
Geltungsbereich: Abraham-Lincoln-Straße 1–33; August-Bebel-Platz gesamt, August-Frölich-Platz gesamt; Brahmsstraße gesamt (einschließlich Johann-Sebastian-Bach-Straße 9); Brucknerstraße gesamt; Cranachstraße bis Nr. 47; Erfurter Straße 10 – 74 (gerade Hausnummern) und 3–51 (ungerade Hausnummern); Frauenplan ungerade Hausnummern; Fuldaer Straße 70–80; Gutenbergstraße 1, 1a sowie gerade Nummern von 2–18, Hegelstraße 16 – 26; Henßstraße gesamt; Hermann-Abendroth-Straße gesamt; Hoffmann-von-Fallersleben-Straße gesamt; Humboldtstraße 12 – 33; Jahnstraße gesamt; Johann-Sebastian-Bach-Straße 1–9; Lisztstraße gesamt; Mozartstraße gesamt, Paul-Schneider-Straße 1 – 21 (ungerade Nummern), 2–28 (gerade Nummern); Peter-Cornelius-Straße 1, 2–8 (nur gerade Hausnummern); Pfeifferstraße 1–9; Prellerstraße gesamt; Richard-Strauss-Straße; Richard-Wagner-Straße; Schubertstraße gesamt; Schwabestraße 2; Schwanseestraße, die ungeraden Hausnummern 15–41, sowie 28, 30, 32, 34; Steubenstraße 27 – 31 (ungerade Nummern), 34 – 48 (gerade Nummern); Theodor-Hagen-Weg gesamt; Thomas-Mann-Straße gesamt; Thomas-Müntzer-Straße gesamt; Trierer Straße gesamt, Wallendorfer Straße 1–8, 9, 11, 13; Washingtonstraße gesamt; Wilhelm-Külz-Straße gesamt bis Nr. 30 sowie Nr. 31, 33, 35 Fußweg an der Wilhelm-Külz-Straße; William-Shakespeare-Straße 1–7, 9; Windmühlenstraße 2, 4; Zöllnerstraße 8–16

#### Zeppelinplatz
Diese Liste enthält die Kulturdenkmale am Zeppelinplatz, einem Platz in Weimar.

## Legende
- Bild: zeigt ein Bild des Kulturdenkmals und gegebenenfalls einen Link zu weiteren Fotos des Kulturdenkmals im Medienarchiv Wikimedia Commons
- Bezeichnung: Name, Bezeichnung oder die Art des Kulturdenkmals
- Lage: Wenn vorhanden Straßenname und Hausnummer des Kulturdenkmals; Grundsortierung der Liste erfolgt nach dieser Adresse. Der Link Karte führt zu verschiedenen Kartendarstellungen und nennt die Koordinaten des Kulturdenkmals.
 Kartenansicht, um Koordinaten zu setzen – in dieser Kartenansicht sind Kulturdenkmale ohne Koordinaten mit einem roten bzw. orangen Marker dargestellt und können in der Karte gesetzt werden. Kulturdenkmale ohne Bild sind mit einem blauen bzw. roten Marker gekennzeichnet, Kulturdenkmale mit Bild mit einem grünen bzw. orangen Marker.
- Datierung: gibt das Jahr der Fertigstellung beziehungsweise das Datum der Erstnennung oder den Zeitraum der Errichtung an
- Beschreibung: bauliche und geschichtliche Einzelheiten des Kulturdenkmals, vorzugsweise die Denkmaleigenschaften
- ID: Die ID identifiziert das Kulturdenkmal eindeutig. In Thüringen sind aktuell keine IDs veröffentlicht. In der ID-Spalte kann sich auch folgendes Icon  befinden, dies führt zu Angaben zu diesem Kulturdenkmal bei Wikidata.

## Denkmallisten

### Denkmalensemble Zeppelinplatz
Das Denkmalensemble (§ 2 (2) Nr. 1 (ThDSchG) besteht lt. Denkmalliste des Freistaat Thüringen aus folgenden Bestandteilen:
- Döllstädtstraße 31, 33, 35, 37, 28, 39, 40, 42, 44, 46;
- Dürrstraße 1, 2, 46;
- Eckenerstraße 1, 2, 3, 4, 5;
- Fuldaer Straße 106;
- Rembrandtweg komplett (1–18, 19, 21, 23, 25);
- Röhrstraße 30, 32, 34, 36, 38, 40, 42;
- Zeppelinplatz komplett (1, 3, 5, 7)

| Bild                           | Bezeichnung              | Lage                          | Datierung | Beschreibung | ID |
| ------------------------------ | ------------------------ | ----------------------------- | --------- | --- | -- |
| Fotos hochladen                |                          | Döllstädtstraße 31–37 (Karte) |           | Wohnhaus |    |
| weitere Bilder Fotos hochladen |                          | Döllstädtstraße 38–44 (Karte) |           | Wohn- und Geschäftsgebäude                                                                                            |    |
| Fotos hochladen                |                          | Eckenerstraße 1–5 (Karte)     |           | Wohngebiet |    |
| Fotos hochladen                | Siedlung am Rembrandtweg | Rembrandtweg 1–25 (Karte)     | 1928–1930 | Die Reihenhäuser am Rembrandtweg entstanden zwischen 1928 und 1930 nach den Entwürfen des Architekten Paul Bräunlich. |    |
| weitere Bilder Fotos hochladen |                          | Röhrstraße 30–36 (Karte)      |           | Wohn- und Geschäftsgebäude                                                                                            |    |
| weitere Bilder Fotos hochladen |                          | Zeppelinplatz 1–7 (Karte)     |           | Spielplatz vor dem Wohn- und Geschäftsgebäude am Zeppelinplatz                                                        |    |

### Einzeldenkmale am Zeppelinplatz
| Bild                           | Bezeichnung                                    | Lage                  | Datierung | Beschreibung | ID |
| ------------------------------ | ---------------------------------------------- | --------------------- | --------- | --- | -- |
| weitere Bilder Fotos hochladen | Käthe-Kollwitz-Schule (ehemalige Luisenschule) | Röhrstraße 19 (Karte) | um 1900   | Die Käthe-Kollwitz-Schule mit Turnhalle, WC-Gebäude und Brunnen wurde um 1900 als Luisenschule errichtet. Auf der Südseite des Gebäudes befindet sich an der Fassade zum Schulhof hin die Luisenglocke. Im Schulhof befindet sich der Stockentenbrunnen. |    |
| weitere Bilder Fotos hochladen | Käthe-Kollwitz-Denkmal                         | Zeppelinplatz (Karte) |           | Käthe-Kollwitz-Denkmal |    |

### Kennzeichnende Straßenbilder (§ 2 (2) Nr. 2 ThDSchG)

#### Asbachstraße
Geltungsbereich: Asbachstraße 18–50 (gerade Hausnummern), Döllstädtstraße 1, 2, 3, 5; Friedrich-Naumann-Straße 19a und b, 28; Torweg 2, 4

#### Belvederer Allee
(auch Historische Park- und Gartenanlage § 2 Abs. 6 ThDSchG)
Mehrreihige Baumpflanzung inkl. Bebauung auf der Westseite bis Belvederer Allee 59 [Belvederer Allee 1 – 23 sind Bestandteil des Denkmalensembles „Südliche Stadterweiterung“] Geltungsbereich: Belvederer Alle gesamt, Falkenburg 1; Merketalstraße 1; Ziegeleiweg 1,2;

#### Bertuchstraße
Geltungsbereich: Bertuchstraße 7–25, 27, 29; Friedrich-Naumann-Straße 16; Röhrstraße 13

#### Brehmestraße
Geltungsbereich: Brehmestraße 1 – 10, 12; Carl-von Ossietzky-Straße 40, 42, 44, 46; Meyerstraße 33

#### Carl-August-Allee
(auch Historische Park- und Gartenanlage § 2 Abs. 6 ThDSchG)
Geltungsbereich: August-Baudert-Platz gesamt, Buchenwaldplatz gesamt; Brennerstraße 15, 18, 20, 22, 40, 42; Carl-August-Allee gesamt; Carl-von-Ossietzky-Straße 56, 67; Ernst-Kohl-Straße 1; Meyerstraße 39; Rathenauplatz gesamt; Schopenhauerstraße 2, 2a, 13 Ettersburger Straße, Historische Straßenbepflanzung

#### Gartenstadtsiedlung Großmutter
Geltungsbereich: Großmutterleite gesamt, Hellerweg gesamt, Jenaer Straße 11, 13, 17, 19, 21, 21a, 23, 27, 29, 31, 33, 33a, 33b, 35, 37, 39, 41, 43, 45, 47, 49, 51, 53, Krausweg gesamt, Martin-Klauer-Weg gesamt, Tiefurter Allee 12–44 (alle geraden Hausnummern), Webichtallee gesamt, Zelterweg

### Sachgesamtheiten (§ 2 (1) ThDSchG und Historische Park- und Gartenanlagen (§ 2 (2) Nr. 4 TDschG)

#### Asbach-Grünzug
Geltungsbereich: Weimarhallenpark, Schwanseebad und Stadion; Asbachstraße; nördliche Grenze: entlang Bechsteinstraße – Fuldaer Straße – Müller-Hartung-Straße; östliche Grenze: Karl-Liebknecht-Straße; südliche Grenze: Schwanseestraße; westliche Grenze: Florian-Geyer-Straße;

#### Gedenkstätte Buchenwald
Anm.: „Die Denkmalliste des Freistaat Thüringen“ weist die nachfolgenden Objekte in der Gemarkung Gaberndorf nicht einzeln aus. Ausführliche Informationen zur Lage der Erinnerungsorte bietet die Website der Gedenkstätte und der veröffentlichte Lageplan.

| Bild                           | Bezeichnung                               | Lage    | Datierung | Beschreibung | ID |
| ------------------------------ | ----------------------------------------- | ------- | --------- | --- | -- |
| weitere Bilder Fotos hochladen | ehem. Lagergelände                        | (Karte) |           | Haupttorgebäude einschließlich Arrestbau und Gedenktafeln sowie Resten der Lagerumzäunung, Wachtturm Nr. 1 und 23, Häftlingskantine, Krematorium einschließlich rekonstruierter Genickschußanlage, Krematoriumshof mit Gedenktafel Ermordung Ernst Thälmanns, Kammergebäude, Desinfektion (jetziges Museum und E.-Thälmann-Gedenkstätte im Keller), Kläranlage, Appellplatz, 34 Holzbaracken (Fundamente), 15 Steinbaracken (Fundamente), Häftlingsrevier (Fundamente), Gedenksteine (polnischer Gefangener, sowjetischer Kriegsgefangener, englischer und kanadischer Fallschirmspringer, Häftlingsrevier, jüdischer Gefangener, Standort der Illegalen Militärischen Leitung, bulgarischer Häftling), Goethe-Eiche, Hängepfahl, Transportkarren, Handwalze, Toreinfahrt zum Trümmergelände „DAW“ am Turm Nr. 23 |    |
| BW                             | ehem. Kommandaturbereich                  | (Karte) |           | Kommandaturgebäude, politische Abteilung, Trafostation, Hundezwinger, „Caracho“-Weg, Ruine Bärenzwinger |    |
| BW                             | ehem. Kasernenbereich                     | (Karte) |           | Verwaltungsgebäude (Hotel), Hundertschaftsgebäude (Selbstbedienung), Hundertschaftsgebäude (Anmeldung, Kino NMG), Hundertschaftsgebäude (Verwaltung NMG), Hundertschaftsgebäude (Jugendherberge „A.Kuntz“), Hundertschaftsgebäude (Wohnhaus Nr. 7), Hundertschaftsgebäude (Wohnhaus Nr. 8), 8 Hundertschaftsgebäude (Trümmer- und Rasengelände), Kasernenhof (Parkplätze NMG), massiver Lagerschuppen (hinter der Selbstbedienung), Wartehalle, RudolfBreitscheid-Gedenkstätte im ehem. Lagerbereich „Fichtenhain“, Ruine Reithalle, Ruine Pferdestall (Genickschußanlage) mit Gedenkstein |    |
| weitere Bilder Fotos hochladen | ehem. Bahnhof                             | (Karte) |           | Entladerampe, Entladestraße, Güterschuppen (Fundamente) |    |
| BW                             | ehem. Gustloff-Werk Weimar-Buchenwald II  | (Karte) |           | (Trümmer und Ruinengelände) |    |
| BW                             | ehem. Truppengaragen-Bereich              | (Karte) |           | Truppengaragen am Kommandaturbereich, Tankstelle am Kommandaturbereich, Truppengaragen (Ruinen- und Trümmergelände gegenüber dem Gustloff-Werk) |    |
| BW                             | ehemaligen Bauhof                         | (Karte) |           | (jetzt Parkplatz NMG Mahnmal) |    |
| BW                             | ehem. SS-Führersiedlung                   | (Karte) |           | Villensiedlung, Gebäude (Trümmer- und Ruinengelände) |    |
| BW                             | ehem. Steinbruch                          | (Karte) |           | (Trümmergelände) |    |
| Fotos hochladen                | Mahnmal Buchenwald                        | (Karte) |           | Eingangstor zum Stelenweg, Stelenweg einschließlich der 7 Stelen, Straße der Nationen mit 18 Pylonen und Ringgräbern 1 bis 3, Straße der Freiheit, Feierplatz mit Plastik, Glockenturm mit Glocke, Urnengrab und Gedenkplatte, Reihengräber mit Gedenkstein zwischen Stelenweg und Glockenturm, Dispatcherhaus am Eingang zum Stelenweg, Raststätte, Gärtnerhaus mit Unterkunftsbereich, Wartehalle |    |
| weitere Bilder Fotos hochladen | Zufahrts- und Durchgangsstraße Buchenwald | (Karte) |           | „Blutstraße“ von Abzweigung Ettersburger Straße bis ehem. Bahnhof (Kreisstraße), Obelisk und Gedenkstätte für F. Manhès an der Einmündung in die Ettersburger Straße, Straße Buchenwald-Hottelstedt bis zur „Hottelstedter Ecke“ (Kreisstraße) |    |

#### Hauptfriedhof mitHistorischem Friedhofund Neuem Friedhof
Der Historische Friedhof mit Fürstengruft und Russisch-orthodoxer Kapelle, mit Gedächtnishalle, gesamter Ummauerung, Toren, Brunnen und Grabstätten unterliegt dem Denkmalschutz. Als Sachgesamtheit sind innerhalb des Friedhofs besonders geschützt: die Mauern mit allen Grabtafeln aus Eisenguss oder Naturstein, die Grabfelder A, B, C und D mit den zahlreichen durch Eisenkreuze, Grabbzw. Sockelsteine sowie Gitter und Einfassungsrelikte gekennzeichneten Erstbelegungen, das Grabfeld E unmittelbar um die Fürstengruft, die Grabfelder F und H, die eine besondere Gestaltung aufweisen und durch eine große Dichte von Einzelgräbern besonderer Bedeutung ausgezeichnet sind, und das Ehrengrabfeld J. Die als Einzelkulturdenkmale geschützten Grabstätten sind in der Denkmalausweisung vom 27. März 2009 genannt. Schutzgegenstand beim Neuen Friedhof sind die nördlichen Grabfelder A, B, C, D, E und I1 mit allen Grabsteinen und -kreuzen der Erstbelegung sowie den zugehörigen Mauern mit sämtlichen Grabtafeln von Eisenguss und Naturstein, die übrigen Mauern mit der Brücke zum Südteil, die Tore und Treppen, Brunnen und Kleinarchitekturen und das Wohnhaus für die Friedhofswärter im südlichen Teil (Berkaer Straße 4). Als Sachgesamtheit ist zudem das Grabfeld VI mit der zugehörigen Mauer und die westliche Mauer (Ulrichsmauer), jeweils mit den zugehörigen Grabdenkmälern, sowie der Soldatenfriedhof des I. Weltkrieges geschützt. Einzelkulturdenkmale sind das Hauptgebäude und die in der Denkmalausweisung vom 27. März 2009 genannten Grabstätten.

#### Jüdischer Friedhof
(mit den Resten der Umfriedung sowie verschiedenen Grabstätten) siehe auch Leibnizallee

#### Park an der Ilm
Geltungsbereich: Kegelbrücke – Über dem Kegeltor – Am Horn – Dichterweg – nördlicher Ortsrand Oberweimar – Belvederer Allee – Liszthaus – Beethovenplatz – Ackerwand – Platz der Demokratie – Residenzschloss
Park mit Römischem Haus, Kegelbrücke, Ilmwehr, Eiskeller/Standort Drei Säulen, Schlossbrücke, Sphinxgrotte, Sprudelquelle und Läutraquelle, Euphrosynedenkmal, Schaukelbrücke, Zweitorige Höhle und Löwenkämpferportal, Inschrifttafel, Römisches Haus, Duxbrücke, Dessauer Stein, Schlangenstein, Steintisch, sowjetischer Soldatenfriedhof, Tempelherrenhaus, Künstliche Ruine, Borkenhäuschen, Felsentor und Felsentreppe, Naturbrücke (Floßbrücke), Pompejanische Bank, Schützengrabengewölbe sowie den Denkmälern für Louis Fürnberg, Franz Liszt, Sándor Petöfi, Alexander Puschkin und William Shakespeare
Goethes Gartenhaus siehe Corona-Schröter-Weg 1
Pogwischhaus siehe Am Horn 4a

#### Stadtbefestigung
mit Stadtmauer mit im Baugrund um die Altstadt erhaltenen Befestigungsteilen sowie gestalteten Bereichen in deren einstigem Verlauf. Graben, Hauptmauer mit Türmen und Toren, innere Mauer mit Zwinger, Stadtwall. Oberirdisch sichtbare Teile siehe: Kasseturm (Goetheplatz 10), Bibliotheksturm (Herzogin-Anna-Amalia-Bibliothek), Platz der Demokratie 1) und Stadtmauerreste am Graben

#### Webicht
Geltungsbereich: Waldstück östlich des Bahndamms und nördlich der Straße am Lindenberg mit Gedenkstätte für ermordete KZ-Häftlinge, Fasanerie und Alleen

## Legende
- Bild: zeigt ein Bild des Kulturdenkmals und gegebenenfalls einen Link zu weiteren Fotos des Kulturdenkmals im Medienarchiv Wikimedia Commons
- Bezeichnung: Name, Bezeichnung oder die Art des Kulturdenkmals
- Lage: Wenn vorhanden Straßenname und Hausnummer des Kulturdenkmals; Grundsortierung der Liste erfolgt nach dieser Adresse. Der Link Karte führt zu verschiedenen Kartendarstellungen und nennt die Koordinaten des Kulturdenkmals.
 Kartenansicht, um Koordinaten zu setzen – in dieser Kartenansicht sind Kulturdenkmale ohne Koordinaten mit einem roten bzw. orangen Marker dargestellt und können in der Karte gesetzt werden. Kulturdenkmale ohne Bild sind mit einem blauen bzw. roten Marker gekennzeichnet, Kulturdenkmale mit Bild mit einem grünen bzw. orangen Marker.
- Datierung: gibt das Jahr der Fertigstellung beziehungsweise das Datum der Erstnennung oder den Zeitraum der Errichtung an
- Beschreibung: bauliche und geschichtliche Einzelheiten des Kulturdenkmals, vorzugsweise die Denkmaleigenschaften
- ID: Die ID identifiziert das Kulturdenkmal eindeutig. In Thüringen sind aktuell keine IDs veröffentlicht. In der ID-Spalte kann sich auch folgendes Icon  befinden, dies führt zu Angaben zu diesem Kulturdenkmal bei Wikidata.